# Glossostelma erectum
Glossostelma erectum là một loài thực vật có hoa trong họ La bố ma. Loài này được (De Wild.) Goyder mô tả khoa học đầu tiên năm 1995.